# Ambur Braid
Pour les articles homonymes, voir Braid (homonymie).
Ambur Braid est une soprano dramatique canadienne, née à Terrace, en Colombie-Britannique, le 19 mars 1983.

## Jeunesse et formation
Ambur Braid commence ses études musicales à Toronto, au Conservatoire royal de musique, the Glenn Gould School (en) avec Donna Sherman de 2002 à 2006. Elle obtient alors son bachelor en musique et son diplôme d'artiste en interprétation vocale.
Elle poursuit sa formation avec Wendy Hillhouse au Conservatoire de musique de San Francisco (en) de 2006 à 2008, où elle obtient sa maîtrise de musique. Elle poursuit ses études d'ouvrages d'opéra avec Ann Baltz, à l'atelier d'opéra de Saint Andrews-By-The-Sea avec Wendy Nielsen, à la Canadian Opera Company Ensemble Studio entre 2010 et 2013 et au Steans Institute du Festival de Ravinia (en) en 2012.

## Carrière
Après avoir obtenu ses diplômes, Ambur Braid commence sa carrière sur scène dans le répertoire baroque à l'Opéra-atelier (en), compagnie installée à Toronto au Canada. En 2009 elle interprète le rôle de Diane dans Iphigénie en Taulide .
Ayant appartenu à sa troupe, elle poursuit également sa collaboration avec la Canadian Opera Compagny. Elle y incarne successivement Amor dans Orfeo ed Euridice (2011), dans une mise en scène de Robert Carsen, puis la Reine de la nuit  dans La Flûte enchantée (2011, 2017), sous la direction de Johannes Debus, la Femme grecque dans Iphigénie en Tauride (2011) sous la direction de Pablo Heras-Casado, avec la mise en scène de Robert Carsen, le rôle-titre dans Semele  (2012), dirigé par Rinaldo Alessandrini, Adele dans Die Fledermaus (2012), mis en scène par Christopher Alden et Vitellia dans La Clemenza di Tito (2013). Elle fait du rôle de la Reine de la nuit une expérience emblématique de ses capacités vocales, après l'avoir chanté dans diverses productions, notamment à l'English National Opera, à l'Opéra de Calgary et à l'Opéra de Francfort.
S'orientant davantage dans les rôles de colorature plus dramatiques, comme Elizabetta dans Roberto Devereux ou Violetta dans La Traviata, Ambur Braid part étudier à Athènes auprès de la soprano gréco-roumaine, Marina Krilovici, lauréate du premier prix au Concours international de musique de Montréal en 1967. Elle se définit alors ainsi : « I'm not exactly a coloratura soprano. I do sing the dramatic coloratura repertoire but I've been everything from a mezzo to a spinto, based on certain people’s opinions (Je ne suis pas exactement une soprano colorature. Je chante le répertoire colorature dramatique, mais j'ai été tout, de mezzo à spinto, selon les opinions de certaines personnes) ».
Elle aborde alors le rôle-titre de Tosca à l'Opéra de Calgary en 2018 donnant à sa carrière une nouvelle orientation,.
Elle se produit ensuite dans le rôle-titre de Salomé dans une mise en scène remarquée de Barrie Kosky créée en 2020 à l'Opéra de Francfort. Elle reprend le rôle avec succès en 2021 puis en 2024, les critiques comme Alain Duault soulignant alors « la mort peut s’entendre dans la voix superlativement habitée, hantée presque, de la soprano Ambur Braid, souple, argentée, sensuelle, ardente ».
Membre de son ensemble, la troupe de l'Opéra de Francfort, Ambur Braid s'y produit également en 2018 dans le rôle d'Helmwige de Die Walküre, en juin 2019, dans celui de Scintilla du Satyricon, l'opéra de Bruno Maderna, en septembre 2019 dans celui de l'Elettra d'Idoménéo. En novembre 2019, elle incarne la Reine (die Königin) dans les représentations de Das Geheime Königsreich (Le Royaume secret), l'un des trois courts opéras (Drei Kurzopern) de Ernest Krenek, montés par David Hermann,. Toujours à l'Opéra de Francfort, elle aborde le rôle-titre de Tosca en octobre-novembre 2022, avant d'être Angèle dans l'opéra de Kurt Weil, Der Zar lässt sich photographieren (en) en mars et avril 2023, puis, en juillet 2023, elle est Chawa à nouveau dans un opéra rare, mis en scène par Tobias Kratzer, Die ersten Menschen de Rudi Stephan, avant d'incarner en juin et juillet 2024, Rachel dans La Juive dans la mise en scène de Tatjana Gürbaca.
Et à Francfort, également, en 2021 et 2022, avec l'orchestre Orchestre symphonique de la radio de Francfort et son directeur musical Alain Altinoglu, elle participe à l'enregistrement de la version originale de La Tragédie de Salomé de Florent Schmitt. Le CD sort en 2024 chez Alpha Classics.
Ambur Braid incarne également le rôle-titre de Salomé dans une mise en scène de Atom Egoyan à Toronto qui inspirera ensuite la réalisation par le cinéaste de son film Seven Veils en 2023.
En 2022, c'est à l'Opéra de Lyon, qu'elle se produit dans le rôle d'Eva du rare Irrelohe (de), opéra de Franz Schreker, dans la mise en scène de David Bösch (de), pour une création française de l'oeuvre. Sa prestation est saluée par les critiques, notamment par Le Monde où Marie-Aude Roux écrit « Sur le plateau, une distribution de luxe, dominée par la soprano canadienne, Ambur Braid, dont l’endurance, la beauté du timbre, charnel et voluptueux en même temps qu’incisif, et l’engagement scénique forcent l’admiration ».
Elle retourne à l'Opéra de Lyon pour incarner en octobre 2023, pour l'ouverture de la Saison, la Teinturière dans Die Frau Ohne Schatten, sous la direction musicale de Daniele Rustioni et dans une mise en scène de Mariusz Treliński.
Durant l'été 2023 elle participe au Festival de Brégence pour les représentations du rare Siberia où elle incarne Stephana dans la mise en scène de Vasily Barkhatov (en).
Et c'est au Kömische Oper de Berlin qu'elle interprète son premier rôle wagnérien important, avec ses débuts en Senta dans Der Fliegende Holländer en mars et avril 2024, dans la mise en scène de Barrie Kosky.

## Discographie et vidéographie
- Umberto Giordano (1867-1948) : Siberia, drame en trois actes, sur un livret de Luigi Illica. Mise en scène : Vassily Barkhatov. Avec : Ambur Braid, soprano (Stephana) ; Fredrika Brillembourg, mezzo-soprano (Nikona) ; Clarry Bartha, soprano (La jeune fille/La vieille Femme) ; Alexander Mikhailkov, ténor (Vassili) ; Scott Hendriks, baryton (Gleby) ; Omer Kobiljak, ténor (Prince Alexis) ; Manuel Günther, ténor (Ivan/le Cosaque) - DVD C Major 2023
- Florent Schmitt   La Tragédie de Salomé op. 50. Chant élégiaque op. 24, version de 1907, avec Ambur Braid, soprano ; Philipp Staemmler, violoncelle. Orchestre symphonique de la radio de Francfort, direction : Alain Altinoglu ℗ mai 2024 (enregistré en 2021 et 2022)